# Lynn K. Nyhart
Lynn K. Nyhart es una historiadora de la ciencia estadounidense, presidente de la History of Science Society entre 2012 y 2013.
Es autora de obras como Biology Takes Form: Animal Morphology and the German Universities, 1800-1900  (University of Chicago Press, 1995), una edición ampliada de su tesis doctoral de 1986; y Modern Nature: The Rise of the Biological Perspective in Germany (University of Chicago Press, 2009); entre otras. También ha sido editora de Science and Civil Society (University of Chicago Press, 2002), junto a Thomas H. Broman.